# Прогрес M-03M
Прогрес М-03М — транспортний вантажний космічний корабель (ТВК) серії «Прогрес», запущений до Міжнародної космічної станції. 35-й російський корабель постачання МКС. Серійний номер 403.

## Мета польоту
Доставка на МКС палива, продуктів, води та інших витратних матеріалів, необхідних для експлуатації станції в пілотованому режимі.

## Хроніка польоту
- 15.10.2009, 04:14:37 (MSK), (01:14:37 UTC) — запуск з космодрому Байконур;[3]
- 18.10.2009, 04:40:39 (MSK), (01:40:39 UTC) — здійснена стиковка з МКС до стикувального вузла відсіку «Пірс». Процес зближення і стикування проводився в автоматичному режимі;
- 22.04.2010, 19:32:31 (MSK), (16:32:31 UTC) — ТВК відстикувався від орбітальної станції і відправився в автономний політ.

## Наукова робота
ТВК «Прогрес М-03М», на п'ять днів перетворився на об'єкт наукового експерименту «Радар-Прогрес». Його метою є вивчення зміни різних характеристик іоносфери (зокрема, щільності, температури, іонного складу локальних неоднорідностей) при роботі рідинних ракетних двигунів космічних апаратів. В ході проведення досвіду ТВК щодня здійснював по одному маневру невеликої тривалості із включенням двигунів. Фахівці стежили за виникаючими змінами, використовуючи радар не когерентного розсіювання інституту сонячно-земної фізики Сибірського відділення РАН. Експеримент «Радар-Прогрес» проводився в перший раз.